# Convento de la Purísima Concepción (Soria)
El convento de la Purísima Concepción fue uno de los muchos conventos con los que contó la ciudad de Soria (España). Estaba situado en el antiguo paseo de Invierno, actual paseo del Espolón, junto al también desaparecido Priorato de San Benito. Ambos delimitaban por el Oeste de la Ciudad el Campo del Mercado.

## Historia
El convento de Nuestra Señora de la Concepción fue fundado en 1569 por el capitán don Francisco de Barnuevo y su consorte Doña María según consta en un manuscrito hallado en la Academia de la Historia. Desde sus inicios contó con una gran importancia debido a la influencia de las damas nobles que ingresaban en él y a las cuantiosas rentas que percibía de su patrimonio. Así poseía tierras en el término de Albocabe, despoblado perteneciente a Aliud.
En el año 1618 se contrató el dorado de uno de sus retablos por un valor de dieciséis mil ciento ochenta reales a Pedro Jiménez de Santiago. El elevado precio hace pensar que pudiera tratarse del retablo mayor.
En 1667 el incendio que sufrió el convento obligó a las monjas de la Concepción a trasladarse a la desaparecida iglesia de San Clemente. Las obras de reconstrucción se extendieron hasta 1689 y fueron realizadas por Pedro de Aguirre junto con Juan de Argos, el mayor.
A San Clemente volverían de nuevo y por el mismo motivo cuando el general José Joaquín Durán en marzo de 1812 mandó demoler el convento. Las monjas se instalaron en una casa contigua a la iglesia de San Clemente (posiblemente el Palacio de los Ríos y Salcedo), desde la cual establecieron comunicación con el coro y la capilla colateral del Evangelio, donde colocaron la tribuna. A ellas se unirían las clarísas en 1834 hasta que unas y otras se trasladaron en 1854 al desamortizado convento de Santo Domingo, en cuya iglesia parroquial se les cedió el coro y la capilla del Rosario. 
Las ruinas del convento de la Purísima Concepción se utilizaron en 1853 para la construcción de la Plaza de Toros junto con las del Priorato de San Benito. Sin embargo subsistieron hasta bien entrado el siglo XX las ruinas de la iglesia. En el año 1957 se construyó sobre el solar el Colegio de las Madres Escolapias derribándose los escasos restos que se conservaban, de los que se consiguió salvar afortunadamente la puerta principal, de grandes proporciones, conservada en la actualidad en perfecto estado.

## Descripción
Construido en el siglo XVI, retomándose las obras a finales del siglo XVII debido al incendio que sufrió, el convento contaría con las diferentes dependencias conventuales distribuidas en torno al claustro y la iglesia. Para su realización se siguieron trazas renacentistas y barrocas según parece entreverse en algunas fotografías realizadas a principios del siglo XX cuando aún subsistían las ruinas de la iglesia.
A la derecha del zaguán de entrada se encontraba la iglesia, a juzgar por la mayor elevación del muro y por dos ojos de buey, que quedaban en lo alto del mismo antes de su desmonte. A la izquierda, la habitación de las religiosas, de la que subsistían dos o tres ventanas a esa parte y una a cada lado de la portada.
Del convento el único resto conservado es la gran puerta principal, salvada de la ruina a mediados del siglo XX. Tras su desmonte, fue trasladada a la Calle Obispo Agustín situándola frente al edificio de la Policía Local.

### Puerta de la Concepción
En su disposición original se distinguían dos partes de distinta altura; una más baja, terminada por una escocia que es la que se conserva, y la otra, más alta, sin terminar.
La Puerta de la Concepción está construida con piedra arenisca y se abre en arco de medio punto, guarnecido de pilastras resaltadas, con molduras lineales, sustentando un frontón triangular con acompañamiento de pirámides y bolas, cuyo tímpano luce un escudo con las armas del piadoso fundador, Francisco de Barnuevo, dispuestas en cuarteles dobles.